# Autostrady we Włoszech
Autostrady we Włoszech (wł. Autostrade in Italia) – sieć autostrad we Włoszech, licząca w sumie ok. 7170 km (według stanu na 1 stycznia 2021 roku). Prawie wszystkie trasy są płatne – darmowe przejazdy możliwe są tylko w regionie południowym, który jest znacznie biedniejszy od północy i centrum kraju. Obsługą tras zajmuje się kilku koncesjonariuszy. Największą spółką odpowiedzialną za ok. 3408 km jest spółka Autostrade per l’Italia. Innymi operatorami są firmy ATP (na północnym zachodzie), Autovie Venete (na północnym wschodzie) czy spółka SALT w centralnej części Półwyspu Apenińskiego. Na autostradach obowiązuje ograniczenie prędkości do 130 km/h, a na niektórych odcinkach zarządca może wprowadzić ograniczenie do 150 km/h (jeżeli są dostępne 3 pasy w każdym z kierunków jazdy). Najważniejsze trasy to biegnące z południa na północ autostrady A1 i A14 oraz przecinająca całe północne Włochy trasa A4. Najdłuższą z autostrad jest arteria A1 – liczy ok. 760 kilometrów.

## Historia
Włochy były pierwszym krajem na świecie, który rozpoczął budowę sieci autostrad. Właśnie tutaj 21 września 1921 otwarto pierwszy w historii odcinek autostrady. Arteria powstała dzięki robotom publicznym i połączyła Mediolan z Varese. Organizując właśnie roboty publiczne rządzący ówcześnie we Włoszech Benito Mussolini przyczynił się do znaczącej rozbudowy tras szybkiego ruchu. W latach 30. XX wieku ideą budowy autostrad we Włoszech zainteresował się rząd amerykański, który zdecydował się na podobne rozwiązania w swoim kraju. Obecnie sieć jest ciągle rozbudowywana i modernizowana.

## Przegląd sieci
Sieć włoskich autostrad jest podzielona na następujące kategorie:
- autostrady (autostrade) – biegnące między głównymi miastami kraju
- obwodnice (tangenziali) – ciągi drogowe umożliwiające ominięcie większych aglomeracji miejskich
- odgałęzienia (diramazioni) – krótkie odcinki dróg odchodzących od głównych autostrad; często tworzą połączenia między dwoma autostradami
- łączniki (raccordi autostradali) – dłuższe połączenia autostradowe
- tunele (trafori) – ważne tunele drogowe, posiadające odrębne numery

## Wykaz autostrad
| Znak  | Nazewnictwo                  | Nazewnictwo                     | Przebieg                                                  | Długość (km) | Stan                 | Uwagi |
| Znak  | oficjalne                    | potoczne                        | Przebieg                                                  | Długość (km) | Stan                 | Uwagi |
| ----- | ---------------------------- | ------------------------------- | --------------------------------------------------------- | ------------ | -------------------- | --- |

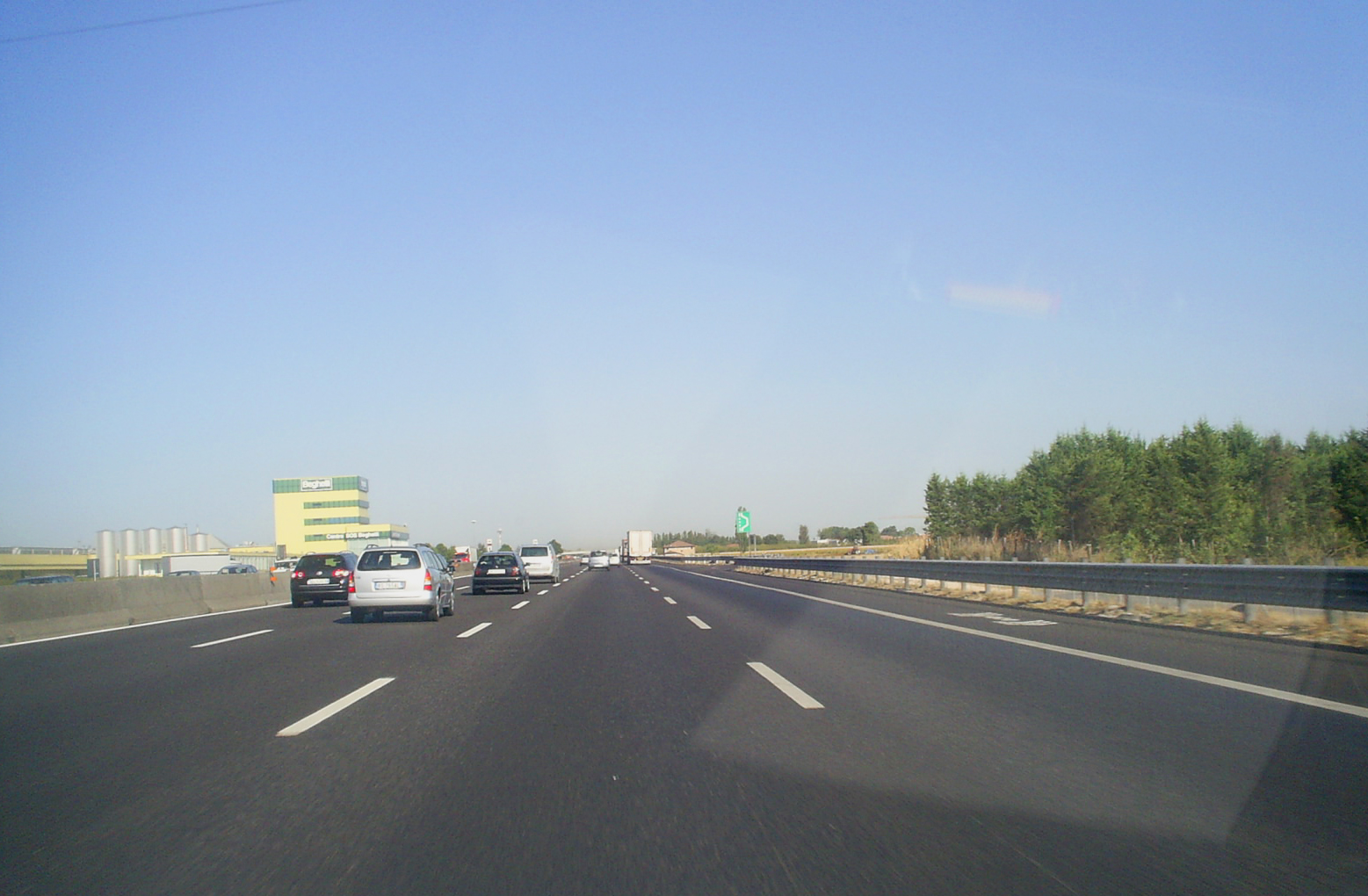
Autostrada Słońca pod Bolonią

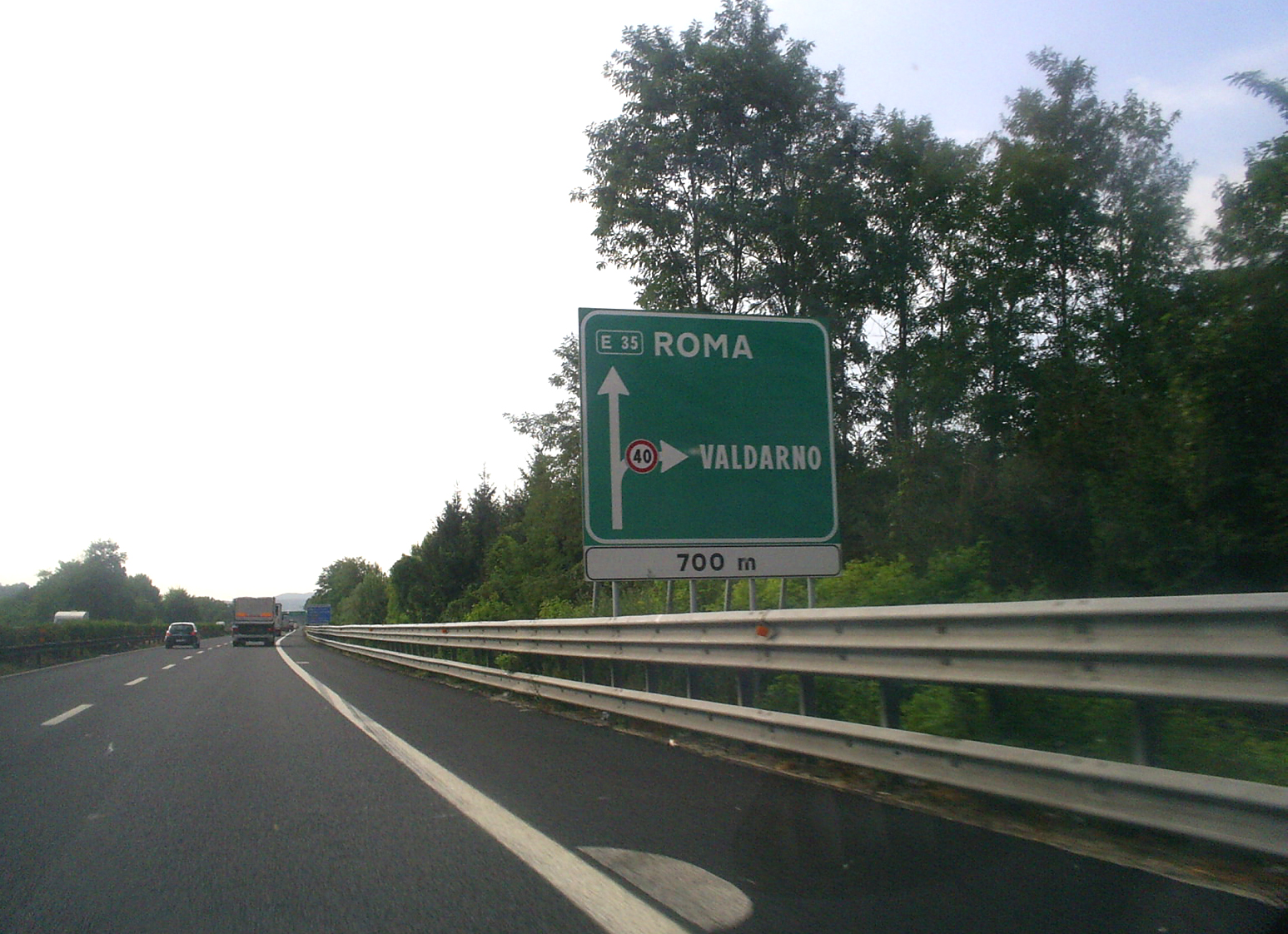
Autostrada Słońca w Toskanii

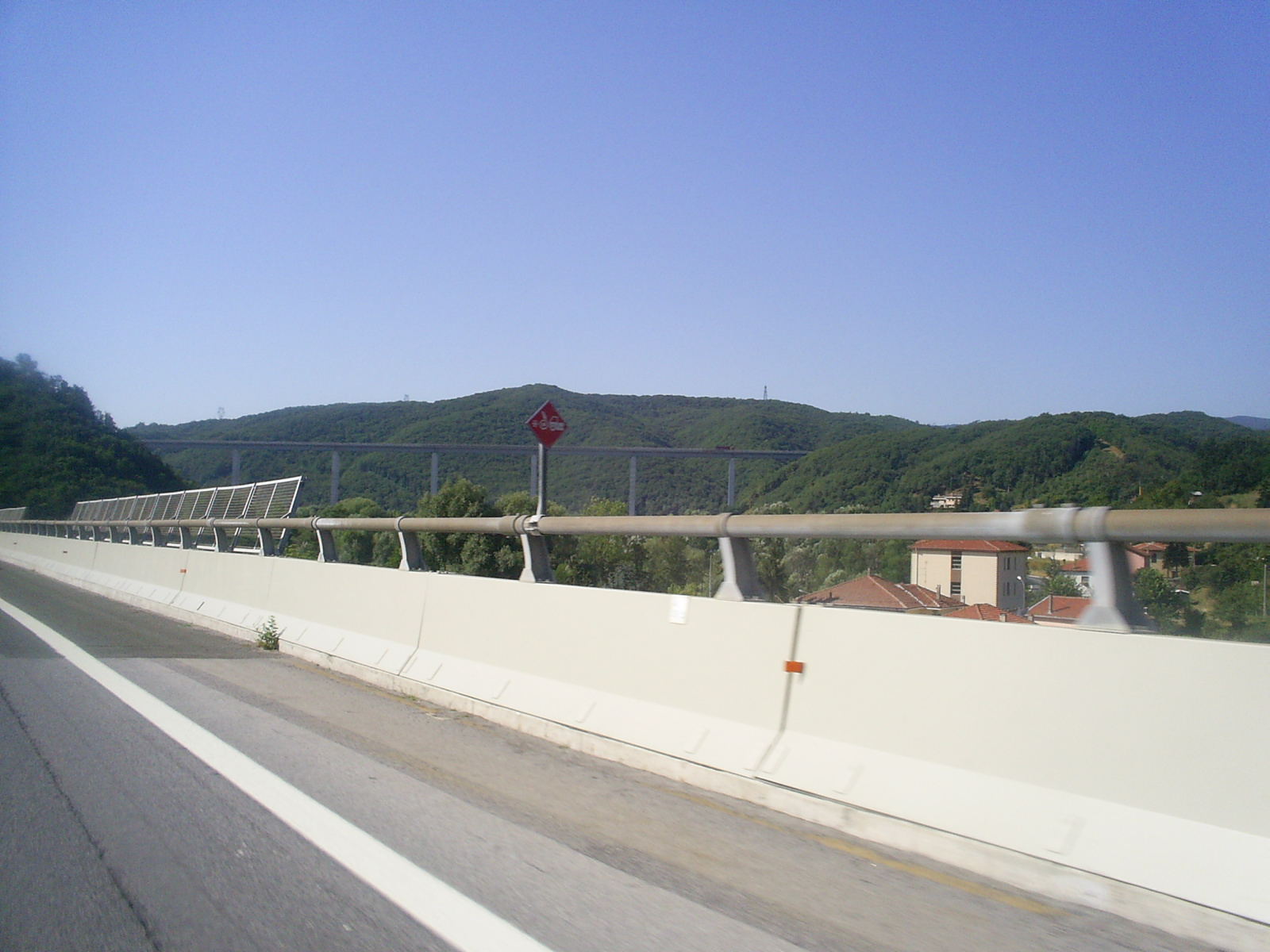
Autostrada Zielonomorska A6

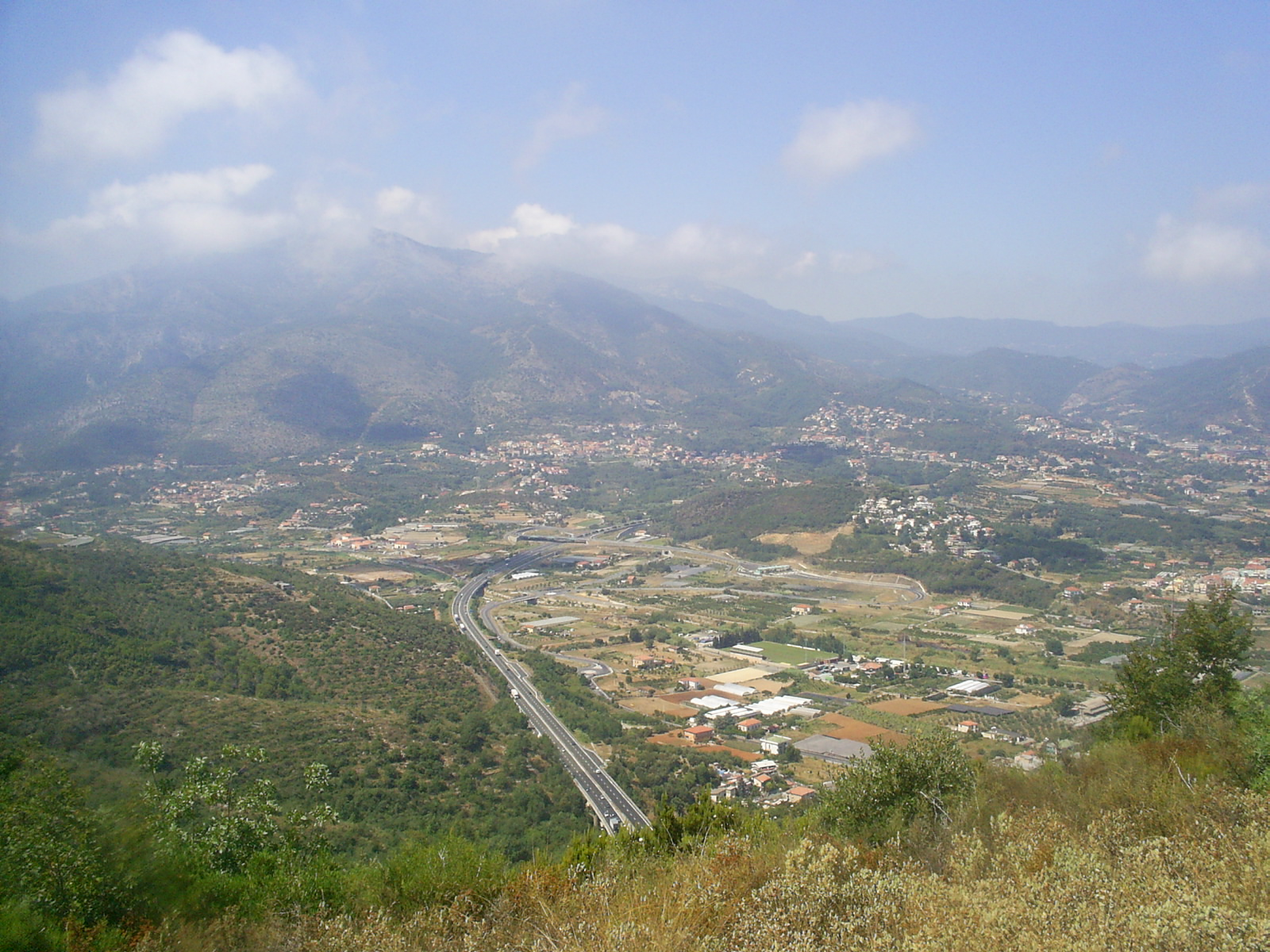
Autostrada Kwiatów A10 w rejonie Loano

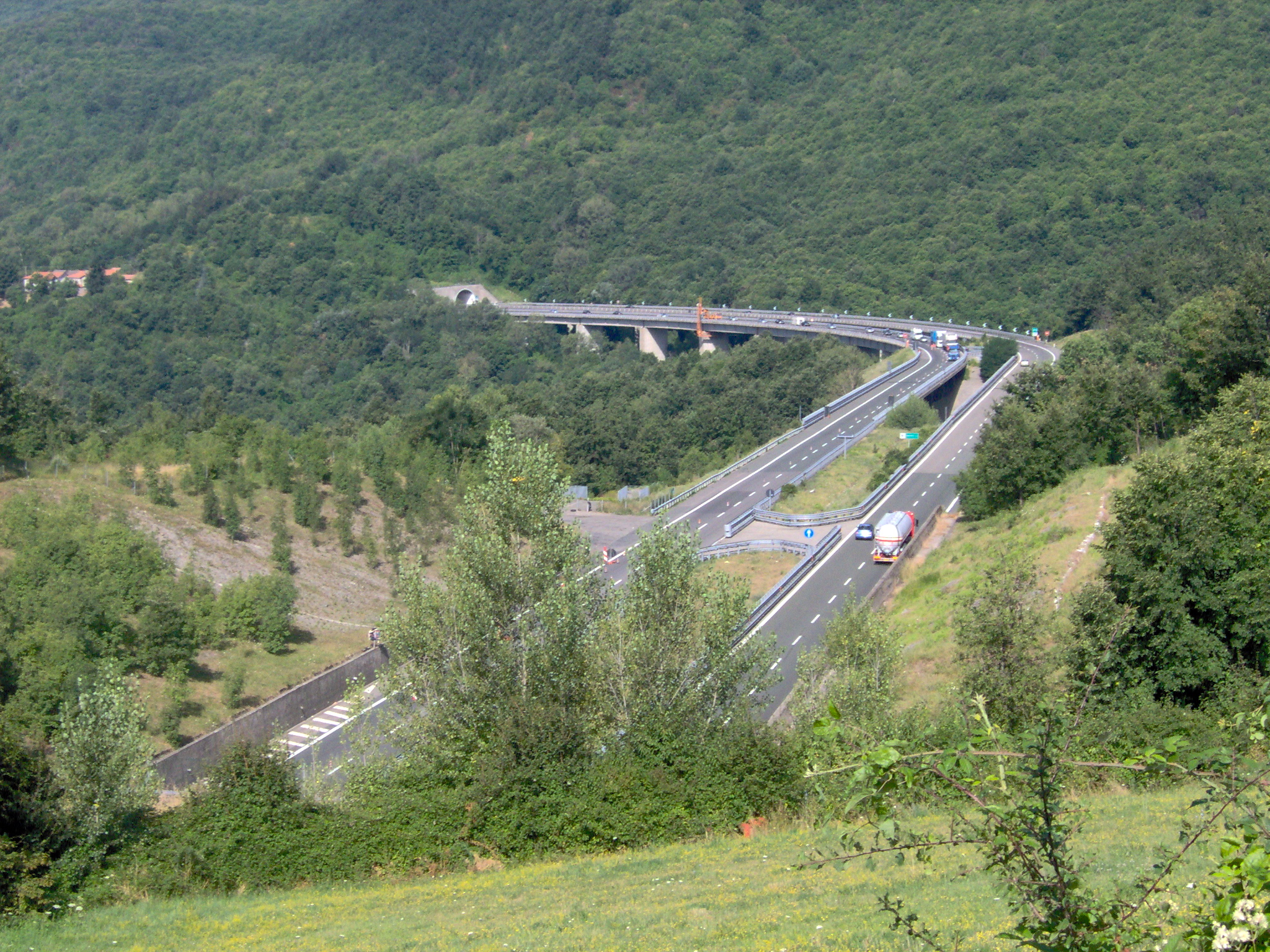
Autostrada Przełęczy Cisa A15

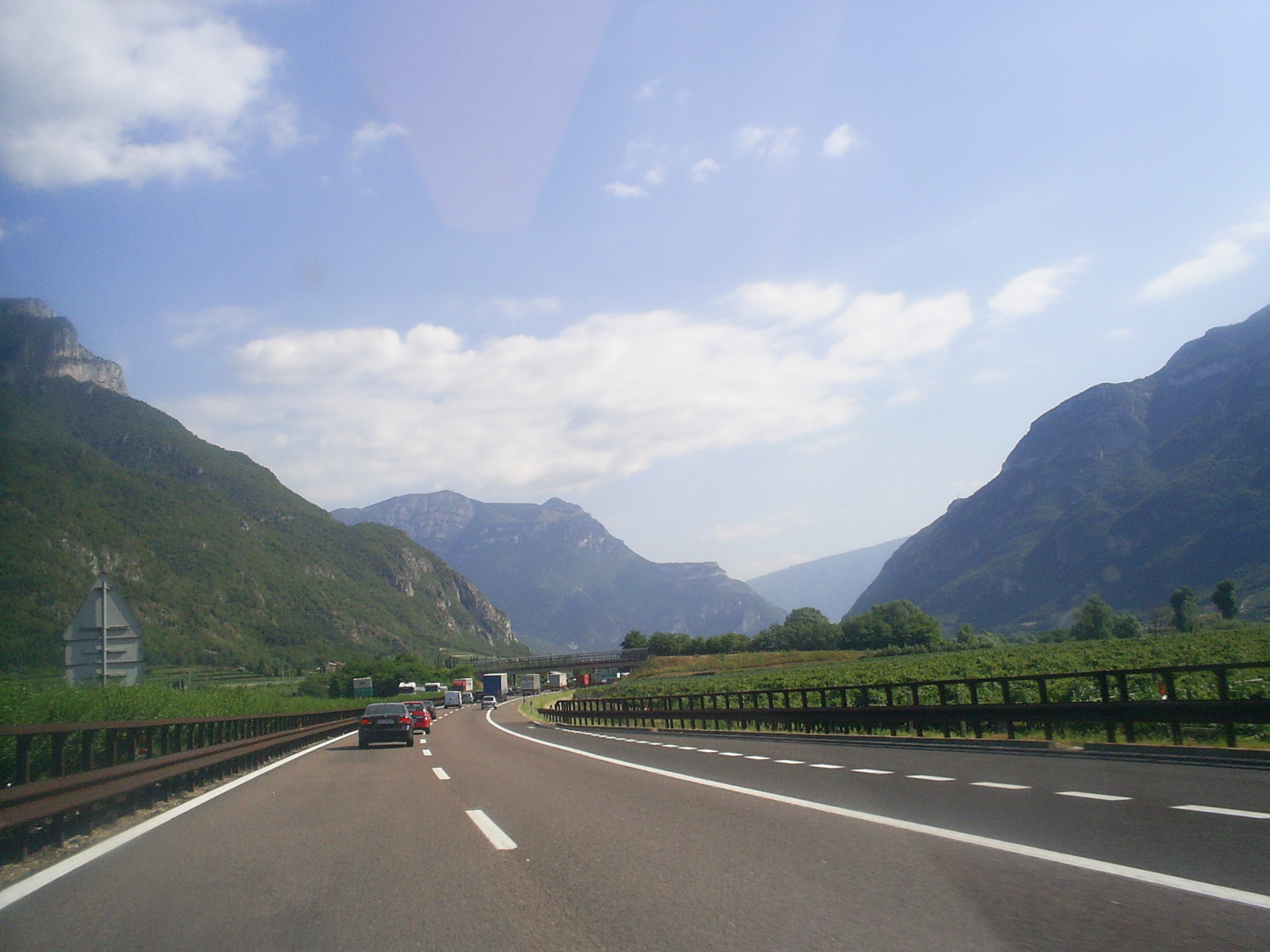
Autostrada Brennerska na północ od Werony

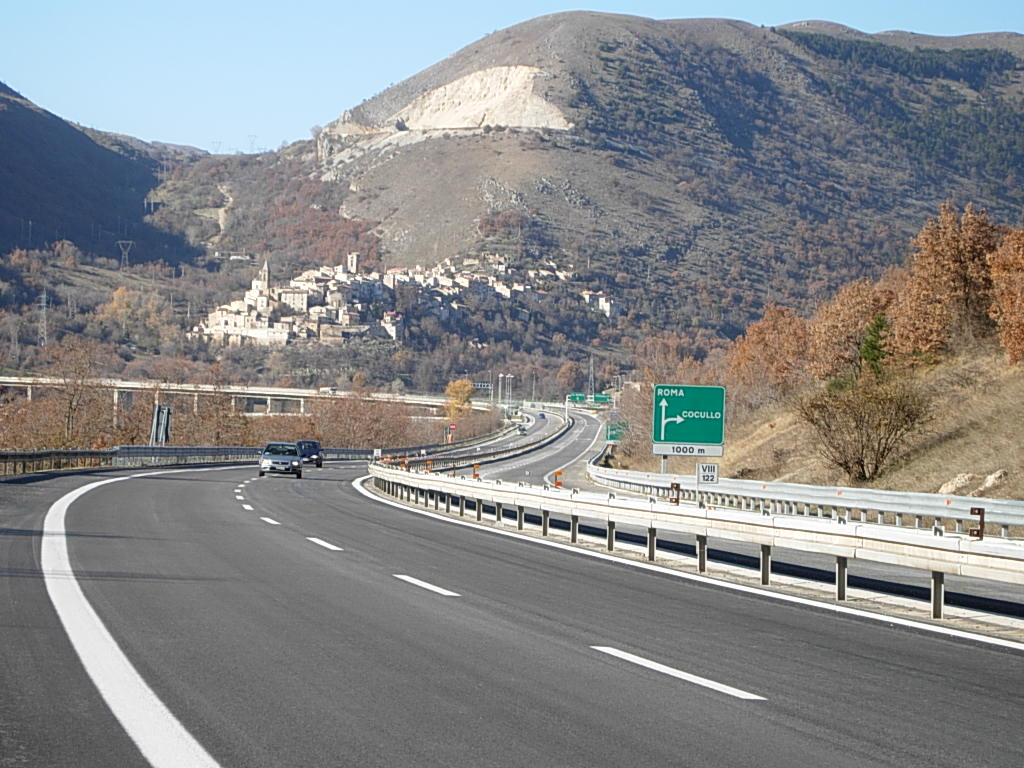
Autostrada Parków A25

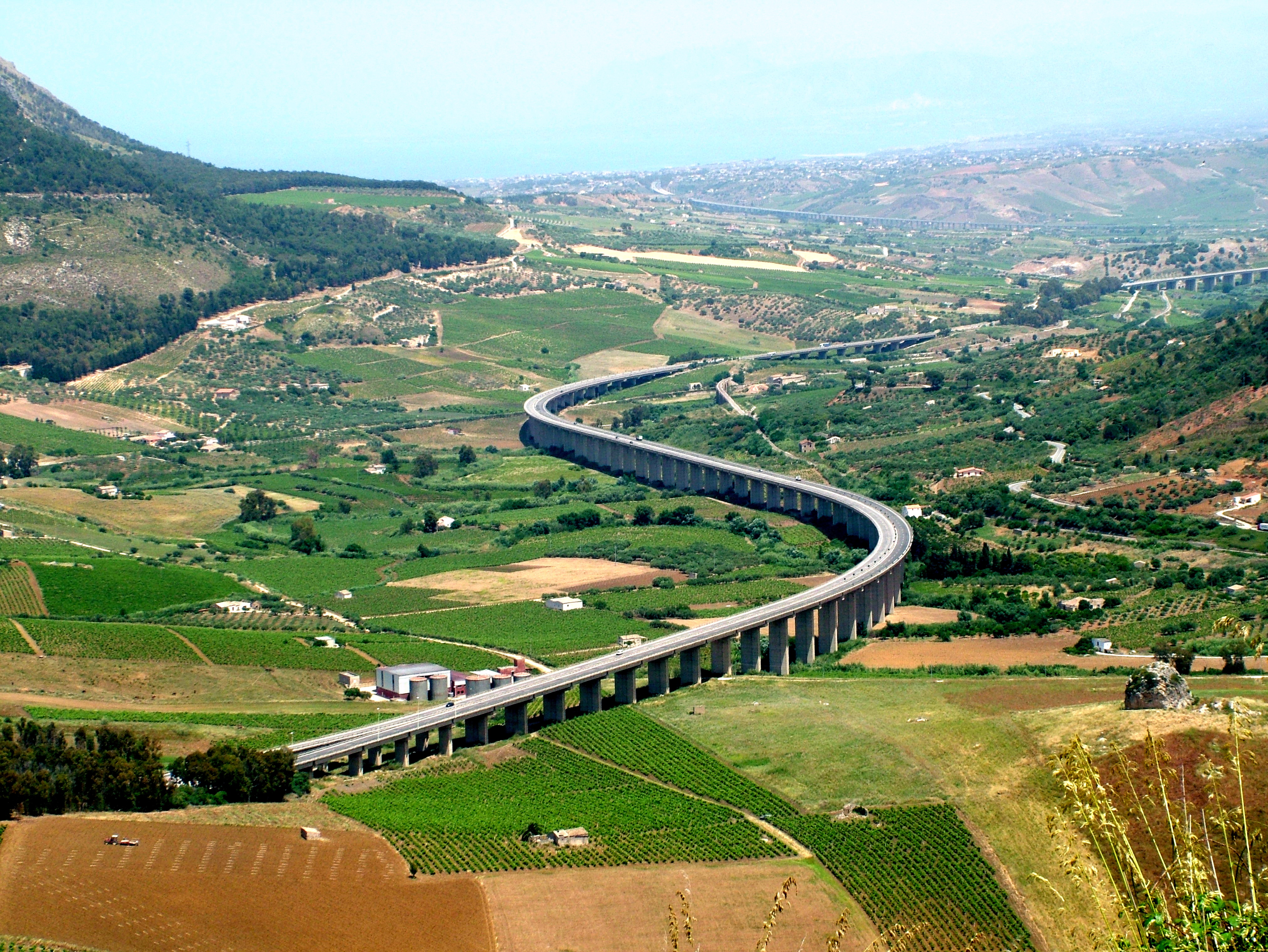
Autostrada A29

| A1    | Autostrada A1                | Autostrada Słońca               | A51 – Mediolan – Bolonia – Florencja – Rzym – Neapol – A3 | 0 759,6      | istnieje             | - rok otwarcia: 1958 - płatna w systemie zamkniętym – koncesjonariusz Autostrade per l'Italia                         |
| A2    | Autostrada A2                | Autostrada Śródziemnomorska     | A30/RA2 – Fisciano – Salerno – Villa San Giovanni – A2    | 0 454,0      | istnieje             | - rok otwarcia: 1966 / 2017 - bezpłatna                                                                               |
| A2    | Autostrada A2                | Autostrada Śródziemnomorska     | A30/RA2 – Fisciano – Avellino – A16                       | 00 25,0      | planowana przebudowa | |
| A3    | Autostrada A3                |                                 | A1 – Neapol – Salerno – A2                                | 00 57,0      | istnieje             | - rok otwarcia: 1929 - droga płatna – koncesjonariusz Autostrade Meridionali                                          |
| A4    | Autostrada A4                | La Serenissima                  | Turyn – Mediolan – Wenecja – RA13                         | 0 525,0      | istnieje             | - rok otwarcia: 1927 - droga częściowo płatna – koncesjonariusz Autostrade per l'Italia                               |
| A5    | Autostrada A5                | Autostrada Doliny Aosty         | A55 – Turyn – Aosta – Courmayeur – T1 ()                  | 0 145,3      | istnieje             | - rok otwarcia: 1961 - droga płatna                                                                                   |
| A6    | Autostrada A6                | La Verdemare                    | A55 – Turyn – Savona – A10                                | 0 130,9      | istnieje             | - rok otwarcia: 1960 - droga płatna – koncesjonariusz Autostrada dei Fiori                                            |
| A7    | Autostrada A7                | Autostrada Kwiatów              | A50 – Mediolan – Genua – A10                              | 0 134,0      | istnieje             | - rok otwarcia: 1935 - droga płatna – koncesjonariusz Autostrade per l'Italia                                         |
| A8    | Autostrada A8                | Autostrada Jezior               | A4/A50 – Mediolan – Varese                                | 00 42,6      | istnieje             | - rok otwarcia: 1924 - droga płatna – koncesjonariusz Autostrade per l'Italia                                         |
| A9    | Autostrada A9                | Autostrada Jezior               | A8 – Lainate – Como – (A2 )                               | 00 42,3      | istnieje             | - rok otwarcia: 1925 - droga płatna w systemie otwartym                                                               |
| A10   | Autostrada A10               | Autostrada Kwiatów              | A7 – Genua – Ventimiglia – (A8 )                          | 0 158,7      | istnieje             | - rok otwarcia: 1956 - droga płatna – koncesjonariusz Autostrade per l'Italia                                         |
| A11   | Autostrada A11               | Florencja – Morze               | A1 – Florencja – Piza – A12                               | 00 81,2      | istnieje             | - rok otwarcia: 1970 - droga płatna – koncesjonariusz Autostrade per l'Italia                                         |
| A12   | Autostrada A12               | Autostrada Lazurowa             | A7 – Genua – Livorno – San Pietro in Palazzi – SS1        | 0 206,0      | istnieje             | - rok otwarcia: 1967 - droga płatna                                                                                   |
| A12   | Autostrada A12               | Autostrada Lazurowa             | Tarquinia – Cecina                                        | 0 188,0      | planowana            | |
| A12   | Autostrada A12               | Autostrada Lazurowa             | SS1 – Civitavecchia – Tarquinia – A91                     | 00 82,0      | istnieje             | |
| A13   | Autostrada A13               | Autostrada Euganejska           | A1/A14 – Bolonia – Padwa – A4                             | 0 116,7      | istnieje             | - rok otwarcia: 1970 - droga płatna w systemie zamkniętym – koncesjonariusz Autostrade per l'Italia                   |
| A14   | Autostrada A14               | Autostrada Adriatycka           | A1 – Bolonia – Ancona – Pescara – Bari – Massafra – SS7   | 0 743,4      | istnieje             | - rok otwarcia: 1969 - droga płatna w systemie zamkniętym – koncesjonariusz Autostrade per l'Italia                   |
| A15   | Autostrada A15               | Autostrada przełęczy Cisa       | A1 – Parma – La Spezia                                    | 00 82,0      | istnieje             | - rok otwarcia: 1975 - droga płatna – koncesjonariusz Società Autostrada Ligure Toscana (SALT)                        |
| A15   | Autostrada A15               | Autostrada przełęczy Cisa       | Parma – A22                                               | ?            | w budowie            | |
| A16   | Autostrada A16               | Autostrada Dwóch Mórz           | A1 – Neapol – Canosa di Puglia – A14                      | 0 172,0      | istnieje             | - rok otwarcia: 1969 - droga płatna – koncesjonariusz Autostrade per l'Italia                                         |
| A17   | Autostrada A17               |                                 | A1 – Neapol – Bari – SS16                                 | 000 0,0      | oznaczenie zniesione | włączona do przebiegów A14 i A16                                                                                      |
| A18   | Autostrada A18               |                                 | A20 – Messina – Katania – A18dir/RA15                     | 00 75,6      | istnieje             | - rok otwarcia: 1971 - droga płatna – koncesjonariusz Consorzio Autostrade Siciliane                                  |
| A18   | Autostrada A18               | SS114 – Syrakus – Rosolini      | 00 41,9                                                   | istnieje     |                      | |
| A18   | Autostrada A18               | Rosolini – Ragusa – Gela        | 00 91,0                                                   | w budowie    |                      | |
| A19   | Autostrada A19               |                                 | A19dir – Palermo – Katania – A18/RA15                     | 0 199,0      | istnieje             | - rok otwarcia: 1970 - bezpłatna                                                                                      |
| A20   | Autostrada A20               |                                 | A18 – Messina – Cefalù – A19                              | 0 181,0      | istnieje             | - rok otwarcia: 1972 - droga płatna – koncesjonariusz Consorzio Autostrade Siciliane                                  |
| A21   | Autostrada A21               | Autostrada Win                  | A55 – Turyn – Piacenza – Brescia – A4                     | 0 238,0      | istnieje             | - rok otwarcia: 1971 - droga płatna                                                                                   |
| A22   | Autostrada A22               | Autostrada Brennerska           | A1 – Modena – Werona – Bolzano – Brenner – (A13 )         | 0 313,0      | istnieje             | - rok otwarcia: 1968 - droga płatna                                                                                   |
| A23   | Autostrada A23               | Autostrada Alpy – Adriatyk      | A4 – Palmanova – Udine – Tarvisio – (A2 )                 | 0 120,0      | istnieje             | - rok otwarcia: 1966 - droga płatna                                                                                   |
| A24   | Autostrada A24               | Autostrada Parków               | Rzym – L’Aquila – Teramo – SS80racc                       | 0 166,5      | istnieje             | - rok otwarcia: 1969 - droga płatna – koncesjonariusz Strada dei Parchi                                               |
| A25   | Autostrada A25               | Autostrada Parków               | A24 – Torano – Pescara – A14                              | 0 114,0      | istnieje             | - rok otwarcia: 1969 - droga płatna – koncesjonariusz Strada dei Parchi                                               |
| A26   | Autostrada A26               | Autostrada Tunelowa             | A10 – Genua – Alessandria – Gravellona Toce – SS33        | 0 197,0      | istnieje             | - rok otwarcia: 1976 - droga płatna – koncesjonariusz Autostrade per l'Italia                                         |
| A27   | Autostrada A27               | Autostrada di Alemagna          | A57 – Wenecja – Treviso – Belluno – SS51                  | 00 84,0      | istnieje             | - rok otwarcia: 1972 - droga płatna – koncesjonariusz Autostrade per l'Italia                                         |
| A28   | Autostrada A28               |                                 | A4 – Portogruaro – Pordenone – Conegliano – A27           | 00 44,0      | istnieje             | - rok otwarcia: 1974 - droga płatna – koncesjonariusz Autovie Venete                                                  |
| A29   | Autostrada A29               |                                 | A29racc bis – Mazara del Vallo – SS15                     | 0 115,7      | istnieje             | - rok otwarcia: 1976 - bezpłatna                                                                                      |
| A30   | Autostrada A30               |                                 | A1 – Caserta – Fisciano – A2/RA2                          | 00 55,0      | istnieje             | - rok otwarcia: 1976 - częściowo płatna – koncesjonariusz Autostrade per l'Italia                                     |
| A31   | Autostrada A31               | Autostrada Doliny Astico        | Piovene Rocchette – Vicenza – Badia Polesine – SS434      | 00 40,0      | istnieje             | - rok otwarcia: 1976 - droga płatna – koncesjonariusz Società Autostrada Brescia-Verona-Vicenza-Padova                |
| A32   | Autostrada A32               | Autostrada „Frejus”             | A55 – Turyn – Bardonecchia – Tunel Fréjus (T4) ()         | 00 72,4      | istnieje             | - rok otwarcia: 1987 - droga płatna – koncesjonariusz Società Italiana per il Traforo Autostradale del Frejus (SITAF) |
| A33   | Autostrada A33               |                                 | Cuneo – A6 – Asti – A21                                   | 00 93,0      | istnieje             | - rok otwarcia: 2005 - droga płatna – koncesjonariusz Autostrada dei Fiori - częściowo wspólny odcinek z A6           |
| A34   | Autostrada A34               | Raccordo Villesse - Gorizia     | A4 – Villesse – Gorycja –                                 | 00 17,0      | istnieje             | rok otwarcia: 2013 |
| A35   | Autostrada A35               | Autostrada BreBeMi              | A4 – Brescia – A58                                        | 00 62,1      | istnieje             | - rok otwarcia: 2014 - droga płatna – koncesjonariusz Brebemi Spa                                                     |
| A36   | Autostrada A36               | Autostrada Pedemontana Lombarda | A4 – Monza – A9 – A8                                      | 00 87,0      | istnieje             | - rok otwarcia: 2015 - bezpłatna od 1 listopada 2015 r., planowany elektroniczny system poboru opłat                  |
| A91   | Autostrada A91               |                                 | Rzym – Fiumicino                                          | 00 18,5      | istnieje             | - rok otwarcia: 1959 - bezpłatna                                                                                      |
| CT-SR | Autostrada Catania–Siracusa  | Autostrada Catania – Siracusa   | RA15 – Catania – Augusta – SS114                          | 00 25,2      | istnieje             | - rok otwarcia: 2009 - bezpłatna - jedyna włoska autostrada oficjalnie bez numeracji                                  |
|       | Autostrada Sistiana–Rabuiese |                                 | RA13 – Triest – SS202 – H5                                | 00 10,1      | istnieje             | |
| SPV   | Pedemontana Veneta           | Superstrada Pedemontana Veneta  | A4 – Montecchio Maggiore – Spresiano – A27                | 00 94,75     | istnieje             | |

### Autostrady w budowie i planowane
| Nazwa                        | Przebieg                        | Stan      |
| ---------------------------- | ------------------------------- | --------- |
| Telesina                     | Caianello – Benevento           | planowana |
| Cispadana                    | Reggiolo – Ferrara              | planowana |
| Autostrada della Val Trompia | Brescia – Lumezzane             | planowana |
| CrM                          | Cremona – Mantua                | planowana |
| Autostrada Nuova Romea       | Wenecja – Rawenna               | planowana |
| Autostrada Nogara – Mare     | Nogara – Chioggia               | planowana |
| Pedemontana Veneta           | Montecchio Maggiore – Spresiano | w budowie |
| Autostrada Rzymm – Latina    | Rzym – Latina                   | planowana |

### Obwodnice autostradowe

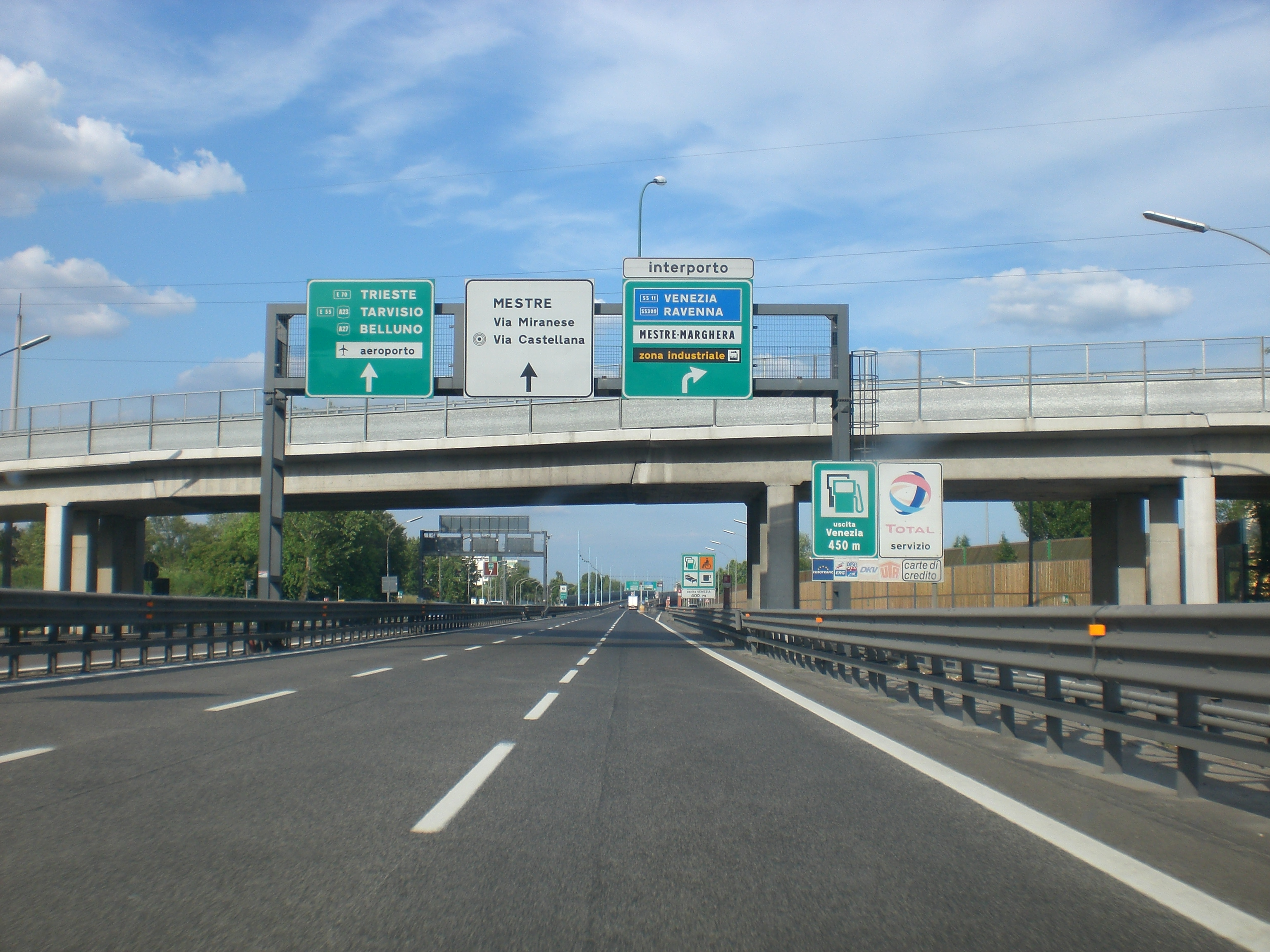
A57

Wielka Obwodnica Rzymu A90 – mapa

Obwodnice autostradowe (wł. Tangenziale) posiadają własną numerację w sieci włoskich autostrad. Numery te są usystematyzowane, nie będąc przypisanymi do poszczególnych obszarów geograficznych państwa. Najważniejsze i najbardziej obciążone ruchem znajdują się dookoła Mediolanu (trasy A50, A51 i A52) oraz wokół stolicy Włoch, Rzymu (A90, znana również jako Grande Raccordo Anulare (GRA)). Długość obwodnic jest różna, w zależności od tego wokół którego miasta biegną. Przykładowo, Turyn, leżący w północno-zachodnich Włoszech nie posiada „prawdziwej” obwodnicy tylko kilka łączników autostradowych, które są oficjalnie uznawane za jedną arterię A55.
Niektóre z obwodnic są drogami płatnymi.
| Znak | Nazewnictwo              | Nazewnictwo                                            | Przebieg                                  | Długość (km) | Stan      | Uwagi                                          |
| Znak | oficjalne                | potoczne                                               | Przebieg                                  | Długość (km) | Stan      | Uwagi                                          |
| ---- | ------------------------ | ------------------------------------------------------ | ----------------------------------------- | ------------ | --------- | ---------------------------------------------- |
| A50  | Autostrada A50           | Tangenziale Ovest di Milano                            | zachodnia obwodnica Mediolanu             | 0 31,5       | istnieje  | - rok otwarcia: 1968 - bezpłatna               |
| A51  | Autostrada A51           | Tangenziale Est di Milano                              | wschodnia obwodnica Mediolanu             | 0 30,1       | istnieje  | - rok otwarcia: 1973 - bezpłatna               |
| A52  | Autostrada A52           | Tangenziale Nord di Milano                             | północna obwodnica Mediolanu              | 0 12,9       | istnieje  | - rok otwarcia: 1994 - droga płatna            |
| A53  | Autostrada A53           | Raccordo Autostradale di Pavia                         | A7 – Bereguardo – Pawia – A54             | 00 9,1       | istnieje  | - rok otwarcia: 1960 - bezpłatna               |
| A54  | Autostrada A54           | Tangenziale Ovest di Pavia                             | zachodnia obwodnica Pawii                 | 00 8,4       | istnieje  | - rok otwarcia: 1994 - bezpłatna               |
| A55  | Autostrada A55           | Tangenziale Nord di Torino                             | północna obwodnica Turynu                 | 0 20,2       | istnieje  |                                                |
| A55  | Autostrada A55           | Tangenziale Sud di Torino                              | południowa obwodnica Turynu               | 0 25,9       | istnieje  |                                                |
| A55  | Autostrada A55           | Raccordo della Falchera                                | łącznik Falchera                          | 00 3,1       | istnieje  |                                                |
| A55  | Autostrada A55           | Diramazione per Moncalieri                             | odgałęzienie Moncalieri                   | 00 6,2       | istnieje  |                                                |
| A55  | Autostrada A55           | Asse di penetrazione urbana di corso Regina Margherita | oś miejska Regina Margherita              | 00 0,8       | istnieje  |                                                |
| A55  | Autostrada A55           | Autostrada del Pinerolese                              | Płd. Obwodnica Turynu – Turyn – Pinerolo  | 0 23,4       | istnieje  |                                                |
| A55  | Autostrada A55           | Asse di penetrazione urbana di corso Orbassano         | oś miejska Orbassano                      | 00 1,3       | istnieje  |                                                |
| A56  | Autostrada A56           | Tangenziale di Napoli                                  | obwodnica Neapolu                         | 0 20,2       | istnieje  | - rok otwarcia: 1972 - droga płatna            |
| A57  | Autostrada A57           | Tangenziale di Mestre                                  | obwodnica Mestre                          | 0 26,0       | istnieje  | - rok otwarcia: 1933 / 1972 - częściowo płatna |
| A58  | Autostrada A58           | Tangenziale esterna di Milano                          | wschodnia zewnętrzna obwodnica Mediolanu  | 0 32,0       | istnieje  | - rok otwarcia: 2014                           |
| A59  | Autostrada A59           | Tangenziale di Como                                    | obwodnica Como                            | 00 2,4       | istnieje  | - rok otwarcia: 2015                           |
| A59  | Autostrada A59           | Tangenziale di Como                                    | obwodnica Como                            | 00 6,6       | planowane |                                                |
| A60  | Autostrada A60           | Tangenziale di Varese                                  | obwodnica Varese                          | 00 4,5       | istnieje  | - rok otwarcia: 2015                           |
| A60  | Autostrada A60           | Tangenziale di Varese                                  | obwodnica Varese                          | 00 6,0       | planowane |                                                |
| A90  | Autostrada A90           | Grande Raccordo Anulare (di Roma)                      | wielki pierścień autostradowy wokół Rzymu | 0 68,2       | istnieje  | - rok otwarcia: 1951 - bezpłatna               |
| RA1  | Raccordo autostradale 1  | Tangenziale di Bologna                                 | obwodnica Bolonii                         | 0 19,6       | istnieje  | - rok otwarcia: 1967                           |
| RA4  | Raccordo autostradale 4  | Tangenziale di Reggio Calabria                         | obwodnica Reggio Calabria                 | 00 5,5       | istnieje  |                                                |
| RA15 | Raccordo autostradale 15 | Tangenziale di Catania                                 | obwodnica Katanii                         | 0 23,3       | istnieje  |                                                |

### Odgałęzienia autostradowe
We Włoszech istnieją także odgałęzienia (wł. Diramazioni autostradali), pełniące funkcje łączników pomiędzy głównymi trasami komunikacyjnych. Tworzą także połączenia autostrad z niektórymi miastami i ważnymi obiektami, np. portami lotniczymi.
| Znak        | Nazewnictwo            | Nazewnictwo                                      | Przebieg                                      | Długość (km) | Stan     | Uwagi                    |
| Znak        | oficjalne              | potoczne                                         | Przebieg                                      | Długość (km) | Stan     | Uwagi                    |
| ----------- | ---------------------- | ------------------------------------------------ | --------------------------------------------- | ------------ | -------- | ------------------------ |
| A1dir       | Autostrada A1dir Nord  | Diramazione Roma Nord                            | A1 – Fiano Romano – Rzym – GRA                | 0 23,0       | istnieje |                          |
| A1dir       | Autostrada A1dir Sud   | Diramazione Roma Sud                             | A1 – San Cesareo – Rzym – GRA                 | 0 20,0       | istnieje |                          |
| A1var       | Autostrada A1var       | Variante di Valico                               | A1 – Marzabotto – Barberino di Mugello – A1   | 0 33,0       | istnieje | odcinek równoległy do A1 |
| A2dir NA    | Autostrada A2dir NA    | Diramazione Napoli                               | A2 – Salerno – A3                             | 00 2,4       | istnieje |                          |
| A2dir RC    | Autostrada A2dir RC    | Diramazione Reggio Calabria                      | A2 – Villa San Giovanni – Reggio Calabria     | 00 9,1       | istnieje |                          |
| A4 A5       | Autostrada A4/A5       | Diramazione Ivrea – Santhià                      | A4/A26/4 – Santhià – Ivrea – A5               | 0 23,6       | istnieje |                          |
| A8 A26      | Autostrada A8/A26      | Diramazione Gallarate – Gattico                  | A8 – Gallarate – Gattico – A26                | 0 23,2       | istnieje | rok otwarcia: 1925       |
| A11 A12     | Autostrada A11/A12     | Bretella A11/A12                                 | A11 – Lucca – Viareggio – A12                 | 0 18,2       | istnieje |                          |
| A14dir      | Autostrada A14dir      | Diramazione Ravenna                              | A14 – Castel Bolognese – Rawenna – SS16/SS309 | 0 29,8       | istnieje |                          |
| A18dir      | Autostrada A18dir      | Diramazione Catania                              | A18/RA15 – centrum Katanii                    | 00 5,0       | istnieje |                          |
| A19dir      | Autostrada A19dir      | Diramazione per via Giafar                       | A19/SS121 – Palermo                           | 00 5,2       | istnieje |                          |
| A21dir      | Autostrada A21dir      | Diramazione Fiorenzuola d'Arda                   | A1 – A21                                      | 0 12,3       | istnieje | rok otwarcia: 1973       |
| A21racc     | Autostrada A21racc     | Ospitaletto – Montichiari                        | Autostrada A35 – Montichiari                  | 0 28,5       | istnieje |                          |
| A4 A26      | Autostrada A26/A4      | Diramazione Stroppiana – Santhià                 | A26 – Stroppiana – Santhià – A4/A4/5          | 0 29,7       | istnieje |                          |
| A7 A26      | Autostrada A26/A7      | Diramazione Predosa – Bettole                    | A26 – Predosa – Tortona – A7                  | 0 17,0       | istnieje |                          |
| A29dir      | Autostrada A29dir      | Diramazione Alcamo – Trapani                     | A29 – Alcamo – Trapani                        | 0 36,9       | istnieje |                          |
| A29 dirA    | Autostrada A29dir A    | Diramazione per Birgi                            | A29dir – Paceco – Trapani-Birgi               | 0 13,1       | istnieje |                          |
| A29racc     | Autostrada A29racc     | Bretella Aeroporto "Falcone e Borsellino"        | A29 – Punta Raisi                             | 00 4,0       | istnieje |                          |
| A29racc bis | Autostrada A29racc bis | Raccordo A29 – Palermo (Raccordo per via Belgio) | A29/SS113 – Palermo                           | 00 5,6       | istnieje |                          |

### Łączniki autostradowe

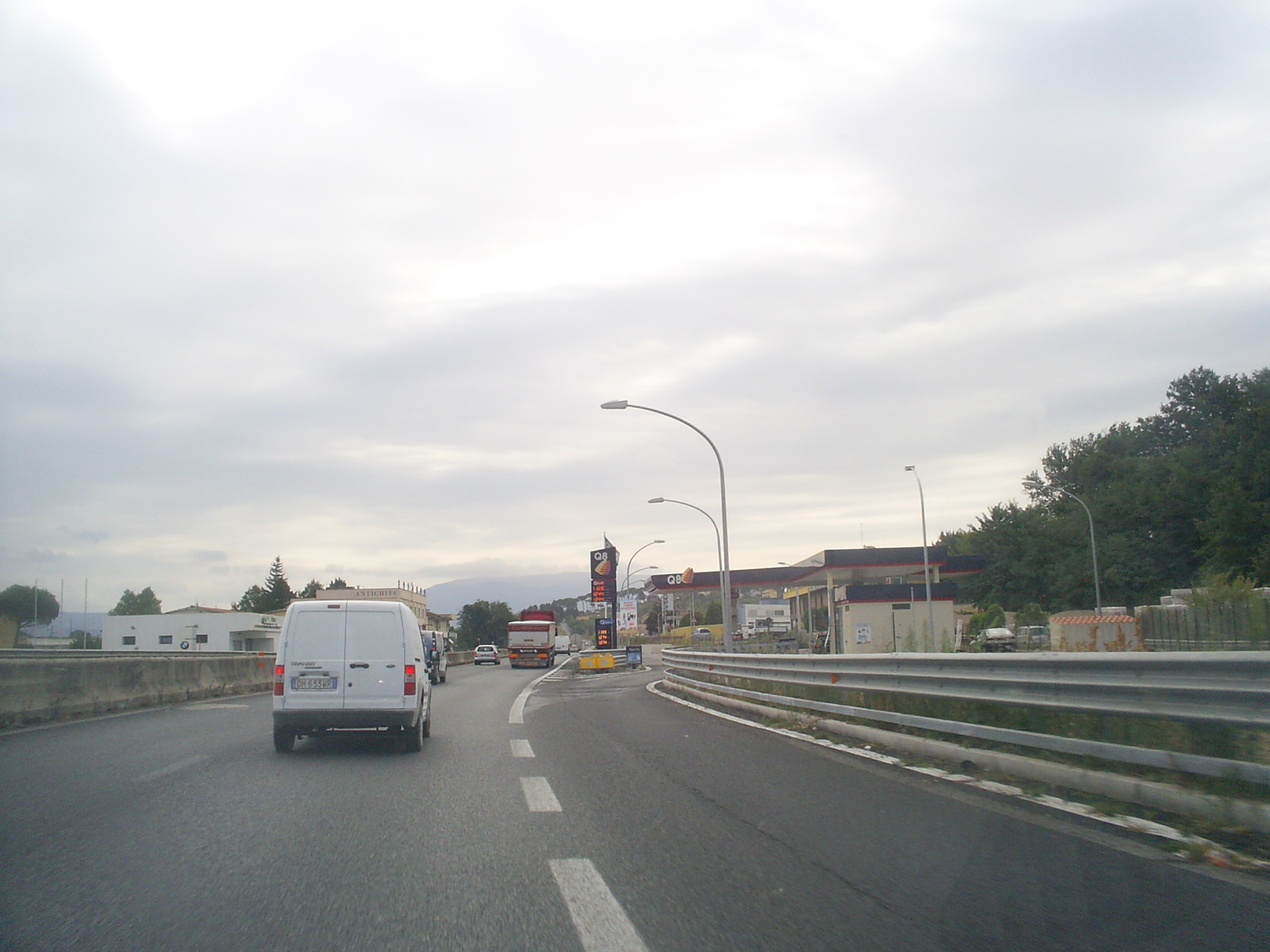
Połączenie autostradowe RA06 – Perugia

Mianem łącznika autostradowego (wł. Raccordo Autostradale) nazywa się drogi we Włoszech biegnące między większymi miasta lub innymi ważnymi obiektami nie posiadającymi bezpośredniego połączenia z siecią autostrad. Obecnie spośród 17 łączników 4 z nich sklasyfikowane są jako „zbliżone do autostrady” (oznakowane na zielono), a 12 przynależy do sieci dróg krajowych (wł. viabilità statale ordinaria; oznakowane na niebiesko). Arteria RA7 jest jedynym łącznikiem oznakowanym i traktowanym jako pełnoprawna autostrada (A53). Oznaczenie RA7 jest używane wyłącznie przez ANAS.
Przejazd po wszystkich łącznikach autostradowych jest bezpłatny.
| Znak | Nazewnictwo | Nazewnictwo              | Drogi docelowe | Przebieg                                              | Długość (km) | Stan                 | Uwagi                                                                         |
| Znak | skrótowe    | pełne                    | Drogi docelowe | Przebieg                                              | Długość (km) | Stan                 | Uwagi                                                                         |
| ---- | ----------- | ------------------------ | -------------- | ----------------------------------------------------- | ------------ | -------------------- | ----------------------------------------------------------------------------- |
| RA2  | RA2         | Raccordo autostradale 2  | A2 · A30       | A2/A30 – Atripalda                                    | 0 21,0       | istnieje             |                                                                               |
| RA3  | RA3         | Raccordo autostradale 3  | A1             | Impruneta – Siena – SS674                             | 0 56,4       | istnieje             |                                                                               |
| RA5  | RA5         | Raccordo autostradale 5  | A2             | A2 – Sicignano – Potenza – SS407                      | 0 51,5       | istnieje             |                                                                               |
| RA6  | RA6         | Raccordo autostradale 6  | A1             | Bettolle – Perugia – SS3 bis                          | 0 58,4       | istnieje             |                                                                               |
| RA7  | RA7         | Raccordo autostradale 7  | A7             | A7 – Pawia – A54                                      | 00 9,1       | istnieje             | oznaczenie nadane przez ANAS; oficjalnie droga oznakowana jako autostrada A53 |
| RA8  | RA8         | Raccordo autostradale 8  | A13            | A13 – Ferrara – Porto Garibaldi – SS309               | 0 54,0       | istnieje             |                                                                               |
| RA9  | RA9         | Raccordo autostradale 9  | A16            | A16 – Benevento – SS372                               | 0 12,7       | istnieje             |                                                                               |
| RA10 | RA10        | Raccordo autostradale 10 | A55            | A55 – Caselle                                         | 0 11,1       | istnieje             |                                                                               |
| RA11 | RA11        | Raccordo autostradale 11 | A14            | SS4 – Ascoli Piceno – San Benedetto del Tronto – SS16 | 0 26,3       | istnieje             |                                                                               |
| RA12 | RA12        | Raccordo autostradale 12 | A25            | SS5 – Chieti – Pescara – SS16                         | 0 14,8       | istnieje             |                                                                               |
| RA13 | RA3         | Raccordo autostradale 13 | A4             | A4 – Sistiana-Rabuiese                                | 0 24,1       | istnieje             |                                                                               |
| RA14 | RA14        | Raccordo autostradale 14 | RA13           | RA13 – A3                                             | 00 1,5       | istnieje             |                                                                               |
| RA16 | RA16        | Raccordo autostradale 16 | A28            | A28 – SS13                                            | 00 3,8       | istnieje             |                                                                               |
| RA17 | RA17        | Raccordo autostradale 17 | A4             | A4 – Villesse – Gorycja – H4                          | 0 17,0       | oznaczenie zniesione | po przebudowie włączona do A34                                                |

### Tunele

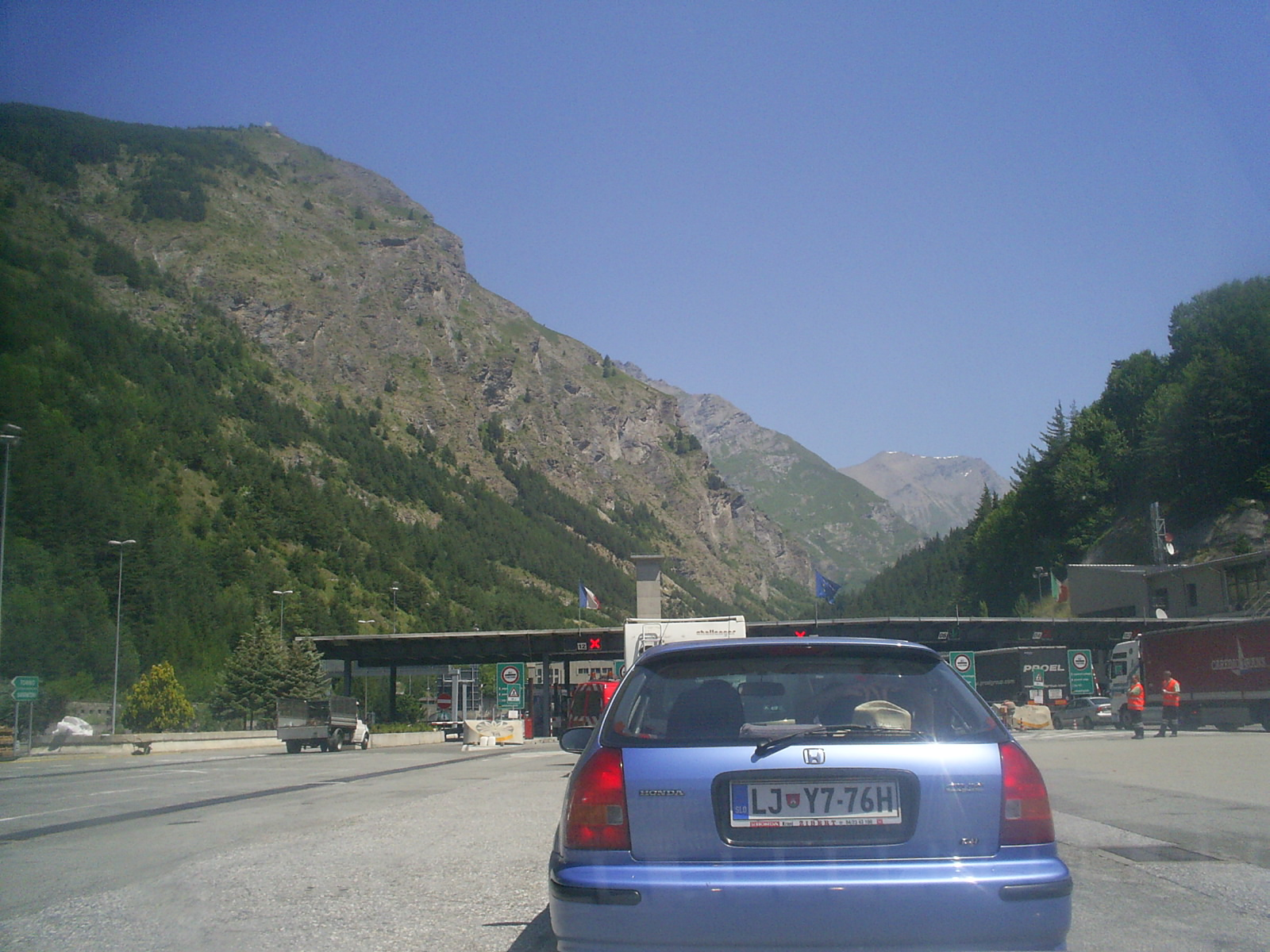
PPO – tunel Frejus

Ważne jednotubowe tunele autostradowe (wł. traforo) mają przypisaną własną numerację. Obecnie funkcjonują trzy takie obiekty, a korzystanie z nich wymaga uiszczenia osobnej opłaty. 
| Znak | Nazewnictwo | Nazewnictwo                            | Przebieg                                          | Długość (km) | Stan                              | Uwagi              |
| Znak | oficjalne   | potoczne                               | Przebieg                                          | Długość (km) | Stan                              | Uwagi              |
| ---- | ----------- | -------------------------------------- | ------------------------------------------------- | ------------ | --------------------------------- | ------------------ |
| T1   | Traforo 1   | Traforo del Monte Bianco               | (SS26dir) – Courmayeur – T1 – Chamonix-Mont-Blanc | 0 11,6       | istnieje                          | rok otwarcia: 1965 |
| T2   | Traforo 2   | Traforo del Gran San Bernardo          | Saint-Rhémy-en-Bosses – T2 – Bourg-Saint-Pierre   | 0 5,8        | istnieje                          | rok otwarcia: 1964 |
| T3   | Traforo 3   | Traforo di Bargagli – Lumarzo-Ferriere | Bargagli – T3 – Ferriere                          | 00 2,031     | w 1989 przeklasyfikowano na SS225 | rok otwarcia: 1971 |
| T4   | Traforo 4   | Traforo del Fréjus                     | A32 – Bardonecchia – T4 – Modane – (A43 )         | 0 12,9       | istnieje                          | rok otwarcia: 1980 |